# Light Asylum
Light Asylum is een Amerikaans synthpop- en postpunkduo uit het New Yorkse stadsdeel Brooklyn. De band bestaat uit Shannon Funchess en Bruno Coviello. Funchess levert de vocalen aan en Coviello verzorgt de instrumentatie. Ze brachten in 2010 hun eerste ep uit, getiteld In Tension. Deze ep werd in 2011 opnieuw uitgebracht door het indielabel Mexican Summer. Hun debuutalbum kwam uit in mei 2012. Dit album kreeg positieve recensies van Pitchfork, FACT Magazine, NME, en The Quietus.
De videoclip voor de single Shallow Tears werd geregisseerd door Fabian Svensson, tevens regisseur van de videoclip voor Keep the Streets Empty for Me van The Knife. Hij maakte deze videoclip in in een opwelling toen hij vastzat in New York nadat het vliegverkeer ontregeld was door de vulkaanuitbarsting onder de Eyjafjallajökullgletsjer van 2010.
Zowel Funchess als Coviello zijn homoseksueel en traden vaak op in de New Yorkse gay scene.

## Geschiedenis

### Shannon Funchess
Shannon Funchess werd in 1972 geboren op Okinawa. Ze groeide op in Mississippi, Italië, en uiteindelijk in een klein stadje in het oosten van de Amerikaanse staat Washington. Haar ouders waren lid van de Southern Baptist Convention, een grote christelijke stroming in de Verenigde Staten. Als kind genoot ze erg van zingen in het kerkkoor, maar ze gaf wel aan in een interview met Spin Magazine dat ze niet veel op heeft met het geloof. Wel vertelde ze in datzelfde interview dat ze voor het eerst zag hoe positief mensen kunnen reageren op muziek, en dat ze naar aanleiding hiervan graag door wilde gaan met zingen. Van jongs af aan luisterde ze naar artiesten en bands zoals Kate Bush, Nina Simone, Cocteau Twins, The Cure, Bauhaus, Depeche Mode en Siouxsie and the Banshees. In 2001 verhuisde ze naar New York, alwaar ze samenwerkte met verschillende artiesten. Ze was vijf jaar de zangeres van de band !!! (uitspraak: 'chk chk chk') en zong mee op nummers van TV on the Radio, !!! en Telepathe. Daarnaast heeft ze in 2013 samengewerkt met The Knife op het nummer Stay Out Here op hun vierde album Shaking the Habitual.

## Ontvangst
De muziek van Light Asylum wordt sterk beïnvloedt door muziek uit de jaren 1980. Op hun platen zijn de invloeden van darkwave, synthpop en postpunk terug te horen. De Britse krant The Guardian vergeleek Light Asylum met Nine Inch Nails en Depeche Mode. Het online muziektijdschrift Pitchfork merkte op dat Funchess op Grace Jones lijkt, en vergeleek haar krachtige, lage stemgeluid met Ian Curtis, de enige tientallen jaren geleden overleden voormalige zanger van de Britse postpunkband Joy Division. Het tijdschrift beschreef de muziek van Light Asylum als "afstandelijk en beklemmend" en merkte verder op dat de muziek en het stijlimago van de band "futuristisch" en "industrieel" aandeed. Priya Elan, een recensent voor het Britse muziektijdschrift NME, schreef in een recensie van het debuutalbum van Light Asylum over het uiteenlopende vocale bereik van Funchess en de sadomasochistische ondertonen van teksten zoals "use me like a credit card" op het nummer Pope Will Roll.

## Discografie

### Studioalbums
- Light Asylum (2012)

### Ep's
- In Tension (2010)

### Singles
- Shallow Tears (2012)
- Heart of Dust (2012)
- A Certain Person (2012)